# A-333
La A-333 es una carretera autonómica andaluza que va de Alcaudete (concretamente nace en la N-432) hasta Archidona (concretamente termina en la A-92, y desde esta se llega a Archidona). La A-333 pasa por Priego de Córdoba e Iznájar. Es famosa por pasar por el paraje rocoso conocido como Las Angosturas, en el municipio de Priego de Córdoba. A la altura de Priego de Córdoba enlaza con la A-339 (antigua A-340).
Desde la N-432 hasta Priego de Córdoba sigue el trazado de la antigua carretera nacional N-321, y desde Priego de Córdoba hasta la A-92 el de una antigua carretera de menor nivel.
Su trazado desde la N-432 a Priego de Córdoba ha sido sometido a obras de mejora, entre otras ensanche de la calzada a nivel de Las Angosturas, Fuente Tójar y Castil de Campos y próximamente se construirá una variante en el paraje de Las Angosturas, además de la circunvalación de Priego. El tramo medio, desde Priego hasta Iznájar debe ser sometido a una adecuación para el nivel de carretera que la A-333 representa. El último tramo desde Iznájar hasta la A-92 será sometido a pequeñas reformas una vez las obras del resto de tramos estén finalizados.
La A-333 se queda de nuevo fuera del cupo del PISTA 2016-2020, es por ello que como mínimo hasta 2020, los tramos restantes no serán planificados.

## Tramos
El estado de las obras de los diferentes tramos es el siguiente:
| Denominación | Tramo                                | Kilómetros | Año servicio / Estado (2016) |
| ------------ | ------------------------------------ | ---------- | ---------------------------- |
|              | Alcaudete N-432 - Llanos de la Bomba | 7,4        | 2003                         |
|              | Variante de El Cañuelo               | 2,5        | 2012                         |
|              | Arroyo del Letrado - CO-7205         | 2,3        | 2004                         |
|              | Variante de las Angosturas           | 5,6        | Proyectada                   |
|              | Variante oeste de Priego de Córdoba  | ~4         | Estudio informativo          |
|              | Priego de Córdoba - Las Lagunillas   | ~12        | Estudio informativo          |
|              | Variante de El Higueral              | ~3         | Estudio informativo          |
|              | Los Juncares - Arroyo de Priego      | ~3         | Estudio informativo          |
|              | Variante este de Iznájar             | ~4         | Estudio informativo          |
|              | Iznájar-Salinas A-92                 | 17,3       | 2005                         |